# Stephen Mitchell (historiador)
Stephen Mitchell   (Oxford, 26 de maig de 1948 - 29 de gener de 2024) va ser un historiador i epigrafista britànic, especialitzat en l'Anatòlia hel·lenística, romana i bizantina, i professor a la Universitat de Swansea i a la d'Exeter.

## Biografia
Fill de David Mitchell, professor de filosofia al Worcester College d'Oxford, i Barbara Mitchell, professora de llatí al St Anne's College, també d'Oxford. Va cursar estudis humanístics al St John's College de la mateixa universitat en què treballaven els seus pares del 1966 al 1970 i després es va doctorar en història i arqueologia de Galàcia sota la direcció d'Ewen Bowie i Eric Gray. Va assolir el títol de doctor el 1975.
Mitchell i la seva parella Matina van tenir tres fills: Lawrence, Daniel i Samuel. Va morir el 30 de gener de 2024, a l'edat de 75 anys d'un sobtat atac de cor.

### Carrera professional
Mitchell va ser professor temporal de llatí i història antiga a la Universitat de Bristol (1973 – 1974), però prest va tornar a Oxford, amb una plaça de professor de recerca, concretament a Christ Church, del 1975 al 1976. Va ser professor d'història antiga a la Universitat de Swansea (1976 – 1993), on va ser ascendit a professor titular. Del 2002 al 2012, va ser professor Levehulme de cultura hel·lenística a la Universitat d'Exeter, on va establir un "Centre per a la Cultura i la Societat Hel·lenístiques" i va exercir com a cap de departament.
Mitchell va esdevenir membre de l'Institut Britànic a Ankara el 1970, i en va esdevenir membre del consell, com a secretari honorari (1996–1999, 2009–2014), com a president (2016–2021) i com a vicepresident (2023–2024). La seva defensa de l'institut va ser "fonamental en la transformació en un important centre de recerca que connecta l'antic i el contemporani". També va ser president de la Societat Epigràfica Britànica (1999–2002) i de l'Associació Internacional d'Epigrafia Grega i Llatina (2008–2012).

### Recerca
La recerca de Mitchell es va centrar sobretot en l'Anatòlia hel·lenística, romana i bizantina. La seva tesi doctoral sobre Galàcia va significar un avenç en aquest camp d'estudi per la combinació de fonts literàries, arqueològiques i epigràfiques. A la dècada del 1980, va crear el "Projecte de Reconeixement de Pisídia", que va desenvolupar treballs d'estudi arqueològic a Pisídia i Pamfília, en col·laboració amb Marc Waelkens, Sabri Aydal i Lutgarde Vandeput . Va ser autor o coautor de monografies sobre Cremna, Antioquia de Pisídia i la Via Sebaste.
A més, a més d'aquesta obra centrada en la regió, Mitchell va produir obres més àmplies sobre història religiosa i cultural, començant per Anatolia: land, Men, and Gods in Asia Minor (1993). A la dècada del 2000, Mitchell va dirigir un projecte sobre el monoteisme pagà a l'Imperi Romà, amb què va defensar l'existència del monoteisme al món grecoromà fora de les religions abrahàmiques.
A la dècada del 2010, Mitchell i David French van ser coautors d'un corpus de les inscripcions gregues i llatines d'Ankara (Ancyra) (2012,2019).

### Reconeixement
Mitchell va ser nomenat membre de l'Acadèmia Britànica el 2002 i posteriorment en va formar part del consell. Va rebre el doctorat honoris causa en teologia per la Universitat Humboldt de Berlín el 2006 i va ser nomenat membre honorari del St. John's College d'Oxford el 2018. El 2020, Mitchell va rebre el Premi Gustave Schlumberger de l'Académie des Inscriptions et Belles-Lettres francesa pels seus serveis a l'epigrafia i els seus volums sobre les inscripcions d'Ankara.